# Market Garden hadművelet
A Market Garden hadművelet a második világháború legnagyobb, legmerészebb ejtőernyős hadművelete, melynek célja Hollandia nyugati részének elfoglalása lett volna, mely lehetővé tette volna a szövetségesek számára a Ruhr-vidék bekerítését.

## Előzmények
A normandiai partraszállás után a szövetségesek előrenyomulása a sövényvidéken lelassult, de júliusban új erőre kapott, és augusztus 25-én bevették Párizst. A további gyors előrenyomuláshoz azonban megfelelő mennyiségű üzemanyag kellett, amellyel bár rendelkeztek – nem tudták előrejuttatni a harcoló alakulatokhoz. Ezen a Red Ball Expressz próbált segíteni, kis sikerrel. A megoldás egy új, a frontvonalhoz közelebbi kikötő megnyitása lett volna. Erre a célra megfelelt Antwerpen, melyet szeptember elsején foglaltak el a kanadai csapatok, azonban a német csapatok visszavonulásuk során elaknásították a kikötő bejáratát, így a kikötő sokáig használhatatlan volt.
A biztonságos kirakodást hátráltatta volna a V-2 rakéták megjelenése. Ezek a fegyverek ekkor már bevethetőek voltak, sőt London ellen számos támadást is intéztek velük, melynek hatására a britekben felrémlettek az 1940-es angliai csata emlékei.
A szövetségesek csapatai már a francia–német (Patton tábornok) illetve a belga–holland (Montgomery tábornagy) határon álltak, de a további előrenyomuláshoz nem rendelkeztek elegendő üzemanyaggal.
A július 20-i, ellene elkövetett merénylet után Adolf Hitler már nem bízott meg tábornokaiban, és sorra leváltotta őket, azonban a tábornoki kart ekkor nyugaton már érték érzékeny veszteségek: Erwin Rommel tábornagyot öngyilkosságba kényszerítették, von Kluge megrettent a felelősségre vonástól és öngyilkos lett, valamint a Waffen-SS megszervezője, Paul Hausser Obergruppenführer is súlyosan megsebesült. Új emberek kerültek a nyugati frontra: Gerd von Rundstedt tábornagy, mint frontparancsnok, és Walter Model tábornagy, mint a B hadseregcsoport parancsnoka.
A németeknek elsősorban a tömeges, koordinálatlan visszavonulást kellett megakadályozni. Ezt Walter Modelnek sikerült is beszüntetni, és a menekülő katonákból, újra szervezett hadsereget sikerült pár hét leforgása alatt létrehoznia.
Átszervezés és feltöltés céljából a II. SS páncéloshadtestet Arnhem közelébe vezényelték augusztusban, majd szeptember 17-ére tervezték bevagonírozásukat, és átszállításukat Németország területére.

## A terv
A teljes fronton indítandó támadáshoz az utánpótlás és hadianyag mennyisége nem volt elegendő – ezzel Eisenhower is tisztában volt, jóllehet, ő a frontális támadás mellett állt ki. Két hadseregparancsnoka, Patton és Bernard Montgomery pedig a saját frontvonaluktól kiinduló támadás mellett érvelt. Eisenhower végül Montgomery merész tervét hagyta jóvá.
Bernard Montgomery nem alkotott új tervet: a korábban végrehajtatlan Comet hadműveletet (melynek keretében a hollandiai V-2-s kilövőállásokat kellett volna megsemmisítenie az 1. brit ejtőernyős hadosztálynak, valamint az 1. lengyel ejtőernyős dandárnak) bővítette ki; még két ejtőernyős hadosztállyal és két szárazföldi hadtesttel. A haditerv kidolgozására alig két hét állt rendelkezése: ez lett a Market-Garden hadművelet.

## Garden
A Garden fedőnév a szárazföldi egységeket rejtette: a VIII., XII. hadteseteket, melyek a hadművelet ideje alatt a XXX. hadtest parancsnoksága alá helyeztek. A XXX. hadtestnek kellett az Eindhoven-Arnhem országúton előrenyomulnia. ideális esetben már két nap múlva Arnhembe kellett volna érniük. A XXX. hadtest parancsnokának, Brian Horrocks altábornagynak
nem tetszett a terv: az út sebezhetősége miatt aggódott.

Térkép a hadműveletről

## Market
Három ejtőernyős hadosztályt kívánt bevetni Montgomery: legdélebbre, Eindhovennél a 101. légi szállítású hadosztályt, Nijmegennél a 82. légi szállítású hadosztályt, valamint Arnhemnél az 1. légi szállítású hadosztályt – amely mellé a további napokon újabb egységek érkeztek.
Az ejtőernyősök feladata volt biztosítani a számukra kijelölt zóna hídjait, valamint megtisztítani az ellenséges csapatoktól a körzetet, a minél gyorsabb szárazföldi előrenyomulás érdekében.
Az amerikai parancsnokok főleg a ledobási zónák miatt aggódtak: túl messze lettek kijelölve a hidaktól, valamint tartottak az elrejtőzött német egységektől.
A brit alakulatok egy része ezzel szemben könnyelműen készült a hadműveletre: néhányan focilabdát is vittek magukkal, Roy Urquhart vezérőrnagy még a golfütőit is bepakolta.

## A hadművelet lefolyása
1944. szeptember 17-én megkezdődött a Market Garden hadművelet. Délelőtt angliai támaszpontjaikról felszálltak az ejtőernyős egységeket szállító repülőgépek, délután kettő órakor pedig elindult a XXX. hadtest a belga határtól.
Már az első napon megmutatkoztak a nehézségek: csupán a 101. hadosztály teljesítette a feladatát, igaz, a besti hidat a németek még a kezükön tartották: az odaérkező amerikai ezred súlyos veszteségeket szenvedett, valamint a soni hidat az 506. ezred előtt robbantották fel. Így a következő napon beérkező XXX. hadtest még egy napot késett, mivel pontonhidat kellett lefektetni a Wilhelmina-csatornán.
Nijmegennél a 82. lsz. hadosztálynak keményebben kellett harcolnia a német egységekkel – itt a németek gyorsabban ocsúdtak fel a hirtelen látvány okozta kábulatból, és a közeli német határról folyamatosan érkeztek az újabb német csapatok, így Gavin tábornok csapatainak a határ menti pozíciójukat kellett megerősíteni; a hadművelet ideje alatt folyamatosan szivárogtak át a német határon az ellenséges csapatok. Ezért Gavin a határ melletti Groesbeek falu közeli dombokat erősítette meg leginkább egységeivel, csak ez után indulhattak a Maas hídja ellen, amelyet szeptember 20-án este nem sikerült elfoglalni, csak másnap reggel indítottak egy támadást, ami sikerrel járt: az ejtőernyősök egy része füstfüggönyben átkelt a Maason csónakokban, miközben a hadosztály másik része a Maas bal partjáról jutott fel a hídra, a XXX. hadtest páncélosaival.

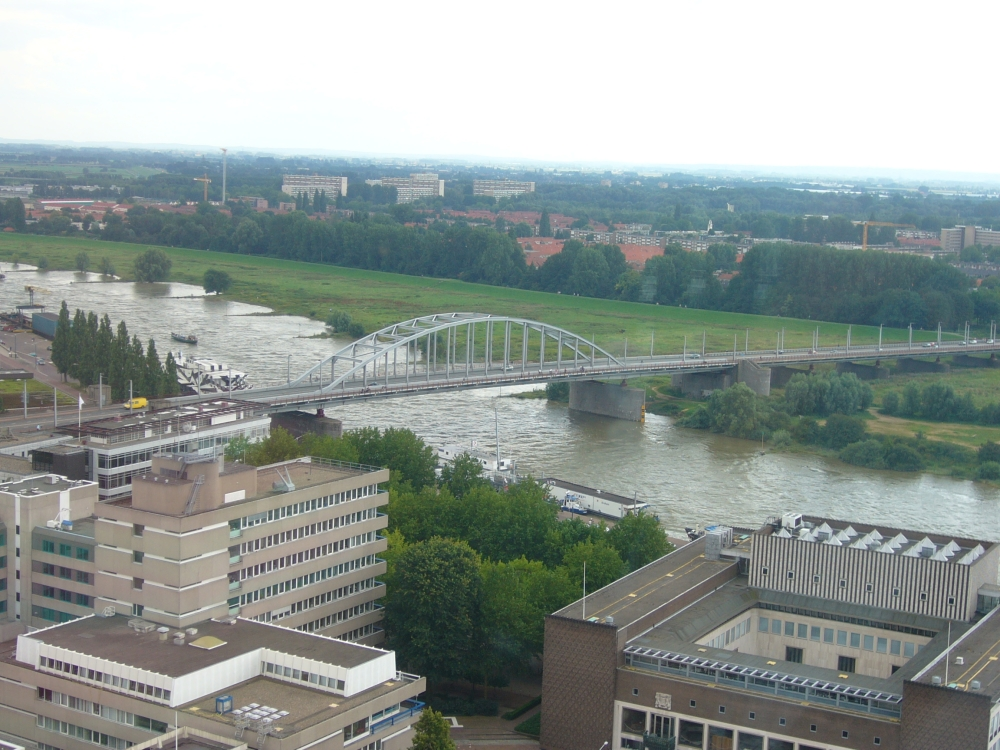
A híd, ami túl messze volt

Szeptember 17-én a brit egységek még könnyen bejutottak Arnhembe, igaz, John Frost alezredes egysége az arnhemi Rajna hídon már nem tudott átkelni, mivel a folyó bal partján a 2. SS-páncéloshadtest gyülekezett. Elkeseredett harc kezdődött Arnhemért, mely során az utánpótlásként küldött egységek (így az 1. lengyel ejtőernyős dandár) is felmorzsolódtak. Model, látva a britek szívósságát, kiadta a parancsot a rombolásra, melyet a németek végre is hajtottak, de a brit csapatokat csak lassan tudták kiszorítani Arnhemből. Mégis, a hadművelet nem Arnhemben dőlt el: Model Veghelnél ellentámadást hajtott végre szeptember 21-én, amellyel csak rövid ideig tudták a németek átvágni a szövetségesek utánpótlási folyosóját, mégis a XXX. hadtestet vissza kellett fordítani, hogy visszaverje a németeket, akik egyébként a 101. hadosztállyal álltak kemény harcban (a másik két brit szárazföldi hadtest még csak Sonnál járt). Szeptember 25-én a brit egységek maradékai megkapták a visszavonulási engedélyt, melynek Urquhart vezérőrnagy ironikusan a „Berlin” fedőnevet adta.

## A hadművelet után
A frontvonal sokáig megmerevedett Hollandiában, a 101. amerikai ejtőernyős hadosztályt vezényelték októberben a Rajnához. A németek tartva a hollandok felkelésétől, a lakosságot kitelepítették, és a közúti hidat felrobbantották. A várost 1945 áprilisában kanadai egységek szabadították fel.
A szövetségesek kb. 17 000 főt vesztettek, többet, mint a normandiai partraszállásnál. Ebből csak az arnhemi egységek kb. 10 000 főt vesztettek. A német veszteségek is kb. 10 000 fő körül mozognak, de ez a veszteség a németek számára már pótolhatatlannak bizonyult.
A polgári áldozatok száma elenyésző volt, a téli nélkülözések során sokkal többen vesztették életüket, mint a hadművelet ideje alatt.

## Buktatók
A hadművelet kudarcában számos buktató közrejátszott:
- A hadművelet összecsapása

Montgomery két hét alatt tervezte meg a Market-Garden hadműveletet, egy szintén kidolgozatlan hadművelet alapján. Az idő szűkössége, és a kiforratlanság miatt nem volt idő alapos felkészülésre. (A normandiai partraszállást egy évig tervezték)
- A ledobási zónák túl nagy távolságra lettek kijelölve a hidaktól

A számos hiba közül Montgomery ebben érezte magát igazán felelősnek.
- A felderítés és az ellenállás semmibe vétele

A holland ellenállás már régóta küldött jelentéseket a brit hírszerzésnek, ezeket a jelentéseket azonban a brit felsőbb vezetés nem vette figyelembe. A felderítő repülőgépek által készített képeken kivehetőek voltak a sebtében álcázott német páncélosok, azonban az angolok közül ez csak Miles Dempsey altábornagynak tűnt fel, aki a 2. brit hadsereg parancsnoka volt – az ő irányítása alá tartoztak a Garden erők hadtestei. Az ellenállás próbálta a szövetségesek dolgát megkönnyíteni: torlaszokat emeltek Arnhemben, valamint felajánlották titkos telefonvonalukat is, amelyet csak az amerikaiak használtak fel.
- A britek nem rendelkeztek megfelelő eszközökkel

A brit rádiók a sivatagi viszonyokra lettek tervezve: ahol a rádióhullámokat kevesebb tereptárgy akadályozta. Így a szövetségesek csak szeptember 21-én értesültek először az arnhemi helyzetről. Emellett a britek kevés PIAT páncéltörő puskával rendelkeztek, amelyek városi harcban már beváltak.
- Időjárás

Szeptemberben már gyakoribb a köd reggelente, így az angliai támaszpontokról nem tudtak időben felszállni az utánpótlást szállító repülőgépek. Ideális idő esetén is három napba telt volna az összes egység Hollandiába juttatása.

## Market-Garden a médiában

### Filmekben
- A hadműveletről Richard Attenborough forgatott filmet 1977-ben A híd túl messze van címmel. A forgatókönyv Cornelius Ryan A Bridge Too Far című könyve (magyar nyelven Messze volt a híd címmel jelent meg) alapján készült.
- Az Elit alakulat című filmsorozat 4. epizódja az eindhoveni harcokról szól, az 506. ezred E századának szemszögéből.
- A Theirs Is the Glory - Men of Arnhem című filmet egy évvel az események után, eredeti helyszíneken - a romos Arnhemben és Oosterbeekben - és eredeti szereplőkkel - a Vörös Ördögök túlélőivel - forgatott.

### Játékokban
- A Gearbox játékfejlesztő cég 2009-ben dobta piacra a Brothers in arms (Fegyvertársak) című játékát, amely a Market-Garden hadműveletet dolgozza fel, az amerikai deszantosok szemszögéből. A játékban karakterünk egy rohamosztagos- egy géppuskás- és egy bazokkás osztag parancsnoka, Baker őrmester. A játékot rengeteg pozitív és negatív kritika is érte, és többek között szóba került egy Brothers in arms című film forgatása is.
- A 2006-os Company of Heroes című stratégiai játékhoz 2007-ben kiadott Opposing Fronts kiegészítőben egy fiktív német hadosztályt a Kampfgruppe Lehr-t irányítva kell visszavernünk a Market Garden hadműveletet
- A 2007-ben az Electronic Arts gondozásában megjelent Medal of Honor: Airborne című játék egyik küldetésében Boyd Travers közlegényként vehetünk részt a hadműveletben ejtőernyősként.
- 1997-ben a Microsoft gondozásában a Close Combat sorozatban A bridge too far ahol végig lehet játszani a hadművelet részeit mind a két oldalon.